# ZeniMax Online Studios
ZeniMax Online Studios — дочірнє підприємство компанії ZeniMax Media, яке займається розробкою багатокористувацьких онлайн-ігор. Студія була заснована 2007 року у місті Роквілл, штат Меріленд, Сполучені Штати Америки. Загалом на рахунку компанії є одна відеогра, а саме The Elder Scrolls Online. 
З 2007 року студію очолює один зі співзасновників компанії «Mythic Entertainment» Метт Фірор. Станом на 2012 рік ZeniMax Online має близько 250 співробітників.

## Історія
Студія була утворена ZeniMax Media 1 серпня 2007 року під керівництвом Метта Фірора (англ. Matt Firor). Як було заявлено керівництвом холдингової компанії, новоутворена ZeniMax Online Studios зосереджуватиметься на розробленні масових багатокористувацьких онлайнових (MMO) та масових багатокористувацьких онлайнових рольових відеоіграх (MMORPG). Метт Фірор є одним зі співзасновників компанії «Mythic Entertainment», яка спеціалізувалася саме на розробленні багатокористувацьких проєктів, наприклад, Dark Age of Camelot. Пропрацювавши близько десяти років та відповідаючи за всі розроблення Mythic, він покинув студію 2006 року, продовживши роботу у відеоігровій індустрії, надаючи поради компаніям-видавцям, що планують вийти на ринок багатокористувацьких відеоігор.
8 грудня 2020 року компанія повідомила про відкриття нового офісу у Сан-Дієго, команда якого працюватиме над неанонсованим AAA-проєктом. 

## Розроблені відеоігри
| Рік       | Назва                    | Жанр                   | Платформи                                                                               |
| --------- | ------------------------ | ---------------------- | --------------------------------------------------------------------------------------- |
| 2014      | The Elder Scrolls Online | MMORPG                 | macOS, Microsoft Windows, PlayStation 4, Xbox One, PlayStation 5, Xbox Series X, Stadia |
| 2016      | Doom                     | Шутер від першої особи | Microsoft Windows, PlayStation 4, Xbox One, Nintendo Switch, Google Stadia              |
| 2018      | Fallout 76               | Рольовий бойовик       | Microsoft Windows, PlayStation 4, Xbox One                                              |
| Скасовано | Commander Keen           |                        | Android, iOS                                                                            |